# Bu Hamer
Bu Hamer (en árabe: بو أحمد‎, en francés: Bou Ahmed) es una localidad marroquí perteneciente al municipio de Beni Buzra, en la región de Tánger-Tetuán-Alhucemas. Desde 1912 hasta 1956 perteneció a la zona norte del Protectorado español de Marruecos.